# Zdeněk Harnach
Zdeněk Harnach (29. července 1919 – říjen 2007) byl český lední hokejista a fotbalista. V ledním hokeji reprezentoval Československo. V roce 1948 absolvoval Lékařskou fakultu Masarykovy univerzity (studia byl nucen za války přerušit), specializoval se na ortopedii a traumatologii.

## Hokejová kariéra
Lední hokej hrál v SK Židenice, pak odešel do HK Harnach Brno. Později se do Zbrojovky vrátil a hrál v jejím dresu nejvyšší československou soutěž.

### Reprezentace
Československo reprezentoval ve dvou zápasech. Debutoval 14. prosince 1950 v Praze proti Finsku (výhra 8:2), o dva dny později hrál v Brně proti stejnému soupeři (výhra 7:0).

## Fotbalová kariéra
V československé lize hrál za SK Židenice a SK Slavia Praha. Zasáhl do 37 prvoligových utkání, aniž by skóroval. Se Slavií získal v letech 1941 a 1942 dvakrát ligový titul.

### Prvoligová bilance
| Ročník          | Zápasy | Góly | Klub            |
| --------------- | ------ | ---- | --------------- |
| I. liga 1938/39 | 3      | 0    | SK Židenice     |
| I. liga 1939/40 | 12     | 0    | SK Židenice     |
| I. liga 1940/41 | 4      | 0    | SK Židenice     |
| I. liga 1940/41 | 4      | 0    | SK Slavia Praha |
| I. liga 1941/42 | 1      | 0    | SK Slavia Praha |
| I. liga 1941/42 | 9      | 0    | SK Židenice     |
| I. liga 1942/43 | 4      | 0    | SK Židenice     |
| CELKEM I. LIGA  | 37     | 0    |                 |